# 遠藤健児
遠藤 健児（えんどう けんじ、1916年10月18日 - 1994年4月8日）は、日本の経営工学者。
長崎県佐世保市出身。東京帝国大学工学部機械工学科卒、1983年「運搬活性の研究」で慶應義塾大学工学博士。1939年大日本兵器勤務、のち日平産業（改称）で管理技術関係。1955年千葉工業大学教授となり、1962年武蔵工業大学教授。1987年に定年となり、名誉教授。日本工業経営学会会長を務めた。

## 著書
- 『確率と統計解析』槙書店 1961
- 『試作管理』日刊工業新聞社 現場マンの管理技法シリーズ 1965
- 『不況時の工場管理』日刊工業新聞社 現場マンの管理技法シリーズ 1965
- 『運搬管理 マテリアル・ハンドリング』共立出版 大学講座機械工学 1967
- 『工程管理』丸善 1977
- 『試作の工学』開発社 1978
- 『職場改善入門』日本コンサルタント・グループ ニッコン入門書シリーズ　1978
- 『逆発想の生産管理』日刊工業新聞社 1979
- 『設計の管理ポイント 素人にもできる設計管理』税務経理協会 管理ポイントシリーズ　1979
- 『孫子に学ぶ発想法』日本コンサルタント・グループ 1979
- 『生産管理チェック・ポイント50』日本経済新聞社 1980
- 『入門統計学』東京教学社 1980
- 『設計情報のまとめ方 誰にもできる生産設計』税務経理協会 情報整理活用法シリーズ　1984
- 『総合的省力化技法』日刊工業新聞社 1984
- 『変わり身の速さ 誰もいわなかった生産発想』同友館 1985
- 『運搬改善への手引 現場チェックポイント950 運搬管理ハンドブック』流通研究社 1995

### 共編著
- 『経営工学講座 第3　資材と運搬』編　共立出版 1958
- 『作業測定』共著　金原出版 経営工学選書 1960
- 『生産設計の実際』吉田祐夫共著　日刊工業新聞社 1961
- 『作業分析の進め方』坂崎春樹共著 日刊工業新聞社 1962
- 『やさしい作業改善 職長と現場管理を中心に』宇都野恵一共著 学芸書房 1962
- 『統計概論 大学基礎教育』小田切美文,和田比呂志共編 技研社 1963
- 『外注の管理技術』小川一也共著 日刊工業新聞社 現場マンの管理技法シリーズ 1965
- 『作業と工程』林秀生共著 日刊工業新聞社 現場マンの管理技法シリーズ 1965
- 『作業の改善』坂崎春樹, 小川一也共著 日刊工業新聞社 現場マンの管理技法シリーズ 1965
- 『生産と検査』野口正孝共著 日刊工業新聞社 現場マンの管理技法シリーズ 1965
- 『標準時間の設定』坂崎春樹,小川一也共著 日刊工業新聞社 現場マンの管理技法シリーズ 1965
- 『運搬管理 流通管理を含む』南川利雄共著 森北出版 現代経営工学全書 1968
- 『経営工学用語辞典』共編 日刊工業新聞社 1968
- 『外注管理の実務』小川一也共著 実業之日本社 1969
- 『運搬管理と包装』秋庭雅夫共著 日刊工業新聞社 工場管理入門シリーズ 1971
- 『設備配置と流れ作業』吉田祐夫,武岡一成共著 日刊工業新聞社 工場管理入門シリーズ 1971
- 『機械設計管理と応用』共著 金原出版 1973
- 『マテリアルズマネジメント 物流と運搬』梁瀬仁,秋庭雅夫共著 朝倉書店 経営工学講座 1973
- 『機械設計者のための検図マニュアル』島田邦雄共著 工業調査会 1974
- 『最新物流機器・設備データブック』秋庭雅夫,高橋輝男共編 現代工学社 1975
- 『物流システム・総合シリーズ』全3巻 秋庭雅夫, 高橋輝男共編　現代工学社 1976
- 『検図の工学 試作トラブルを激減する機械検図マニュアル』島田邦雄共著 開発社 1982
- 『生産工学用語辞典』並木高矣共編著 日刊工業新聞社 1989

### 翻訳
- R.A.フィッシャー『研究者の為の統計的方法』鍋谷清治共訳 荘文社 1952
- ジョン・B.ディ『運搬管理入門』原田哲夫,佐藤進共訳 日刊工業新聞社 1962
- R.A.フィッシャー『研究者のための統計的方法』鍋谷清治共訳 森北出版 1970
- R.A.フィッシャー『実験計画法』鍋谷清治共訳 森北出版 1971

## 論文
- <遠藤健児